# Klaudia Jans-Ignacik
Klaudia Jans-Ignacik, nata Klaudia Jans (Danzica, 23 settembre 1984), è un'ex tennista polacca.

## Biografia

### Carriera sportiva
Debutta nel tennis professionistico nel 2000; nel suo palmarès vanta un titolo ITF in singolare, undici titoli ITF e tre WTA in doppio.
Specialista del doppio, ha giocato in coppia con la connazionale Alicja Rosolska. Le due tenniste hanno raggiunto insieme sette finali WTA.
Klaudia Jans ha anche rappresentato Polonia in Fed Cup nel doppio, anche qui assieme alla Rosolska, con venti partite vinte e dodici perse.
Nel 2012 accede alla finale del doppio misto agli Open di Francia in coppia con il messicano Santiago González, ma vengono sconfitti per 7–6(3), 6-1 dalla coppia formata da Sania Mirza e Mahesh Bhupathi.

## Vita privata
È sposata dal 2011 con Bartosz Ignacik.

## Statistiche WTA

### Doppio

#### Vittorie (3)
| Legenda               |
| --------------------- |
| Grande Slam (0)       |
| Ori Olimpici (0)      |
| WTA Finals (0)        |
| Premier Mandatory (0) |
| Premier 5 (1)         |
| Premier (0)           |
| International (2)     |

| N. | Data           | Torneo                                   | Superficie  | Compagna            | Avversarie in finale                           | Punteggio           |
| 1. | 12 aprile 2009 | Andalucia Tennis Experience, Marbella    | Terra rossa | Alicja Rosolska     | Anabel Medina Garrigues Virginia Ruano Pascual | 6–3, 6–3            |
| 2. | 26 maggio 2012 | Internationaux de Strasbourg, Strasburgo | Terra rossa | Vol'ha Havarcova    | Natalie Grandin Vladimíra Uhlířová             | 7–6(4), 6–3, [3–10] |
| 3. | 12 agosto 2012 | Rogers Cup, Montréal                     | Cemento     | Kristina Mladenovic | Nadia Petrova Katarina Srebotnik               | 7-5, 2-6, [10-7]    |

#### Sconfitte (7)
| Legenda: Prima del 2009 | Dal 2009              |
| ----------------------- | --------------------- |
| Grande Slam (0)         |                       |
| Ori Olimpici (0)        |                       |
| WTA Finals (0)          |                       |
| Tier I (0)              | Premier Mandatory (0) |
| Tier II (1)             | Premier 5 (0)         |
| Tier III (1)            | Premier (1)           |
| Tier IV (1)             | International (3)     |

| N. | Data            | Torneo                                       | Superficie  | Compagna        | Avversarie in finale                          | Punteggio        |
| 1. | 9 agosto 2004   | Orange Warsaw Open, Sopot                    | Terra rossa | Alicja Rosolska | Nuria Llagostera Vives Marta Marrero          | 4-6, 3-6         |
| 2. | 25 aprile 2005  | Warsaw Open, Varsavia                        | Terra rossa | Alicja Rosolska | Tetjana Perebyjnis Barbora Záhlavová-Strýcová | 1-6, 4-6         |
| 3. | 18 luglio 2005  | Internazionali Femminili di Palermo, Palermo | Terra rossa | Alicja Rosolska | Giulia Casoni Marija Korytceva                | 6-4, 3-6, 5-7    |
| 4. | 10 gennaio 2009 | Brisbane International, Brisbane             | Cemento     | Alicja Rosolska | Anna-Lena Grönefeld Vania King                | 6-3, 5-7, [5-10] |
| 5. | 18 ottobre 2009 | Generali Ladies Linz, Linz                   | Cemento (i) | Alicja Rosolska | Anna-Lena Grönefeld Katarina Srebotnik        | 1-6, 4-6         |
| 6. | 8 gennaio 2011  | Brisbane International, Brisbane (2)         | Cemento     | Alicja Rosolska | Alisa Klejbanova Anastasija Pavljučenkova     | 3-6, 5-7         |
| 7. | 21 maggio 2011  | Brussels Open, Bruxelles                     | Terra rossa | Alicja Rosolska | Andrea Hlaváčková Galina Voskoboeva           | 6-3, 0-6, [5-10] |

### Doppio misto

#### Sconfitte (1)
| Tornei del Grande Slam  |
| ----------------------- |
| Australian Open (0)     |
| Open di Francia (1)     |
| Torneo di Wimbledon (0) |
| US Open (0)             |
| Argenti Olimpici (0)    |

| N. | Anno          | Torneo                  | Superficie  | Compagno          | Avversari in finale         | Punteggio   |
| 1. | 8 giugno 2012 | Open di Francia, Parigi | Terra rossa | Santiago González | Sania Mirza Mahesh Bhupathi | 6(3)–7, 1–6 |

## Circuito WTA 125

### Doppio

#### Sconfitte (1)
| N. | Data          | Torneo                        | Superficie | Compagna             | Avversarie in finale                | Punteggio |
| 1. | 18 marzo 2016 | San Antonio Open, San Antonio | Cemento    | Anastasija Rodionova | Anna-Lena Grönefeld Nicole Melichar | 1-6, 3-6  |